# Janina Trojan
Janina Trojan (ur. 5 czerwca 1918 w Swojatyczach – obecnie Białoruś, zm. 24 września 2014 w Gorzowie Wielkopolskim) – polska artystka fotograf. Członkini założycielka gorzowskiego oddziału Polskiego Towarzystwa Fotograficznego. Członkini założycielka Gorzowskiego Towarzystwa Fotograficznego.

## Życiorys
Janina Trojan związana z gorzowskim środowiskiem fotograficznym – od 1945 roku mieszkała, pracowała i fotografowała w Gorzowie Wielkopolskim. Fotografowała od 1953 roku. W 1954 roku była współzałożycielką oddziału Polskiego Towarzystwa Fotograficznego w Gorzowie Wielkopolskim. W 1961 roku był członkiem Komitetu Założycielskiego Gorzowskiego Towarzystwa Fotograficznego, powstałego na bazie gorzowskiego oddziału PTF, w którym pełniła wiele funkcji w Zarządzie GTF (członka Zarządu, sekretarza, wiceprezesa Zarządu). Była członkinią Gorzowskiego Towarzystwa Społeczno-Kulturalnego, członkinią Rady Gorzowskiego Towarzystwa Kultury oraz delegatką w Kongresie Regionalnych Towarzystw Kultury, odbywającym się w Poznaniu. 
Janina Trojan jest autorką i współautorką wielu wystaw fotograficznych; indywidualnych i zbiorowych; krajowych i międzynarodowych, poplenerowych oraz pokonkursowych, na których została wyróżniona wieloma akceptacjami, nagrodami, wyróżnieniami, dyplomami i listami gratulacyjnymi. Szczególne miejsce w twórczości Janiny Trojan zajmowała fotografia portretowa, pejzażowa, przyrodnicza oraz fotografia dziecięca. W 1994 roku za fotograficzną twórczość – została uhonorowana Nagrodą Artystyczną Wojewody Gorzowskiego – im. Waldemara Kućko. W 2004 roku obchodziła jubileusz 50. rocznicy twórczości fotograficznej. 
Janina Trojan zmarła 24 września 2014 w wieku 96 lat, pochowana 27 września na Cmentarzu Komunalnym w Gorzowie Wielkopolskim. W dniu 6 maja 2015 roku w Małej Galerii GTF otwarto poświęconą artystce retrospektywną wystawę fotografii Fotografia retrospektywna – Janina Trojan.

## Odznaczenia
- Odznaka „Zasłużony Działacz Kultury”
- Medal 150-lecia Fotografii (1989)
- Złota Odznaka Honorowa Federacji Amatorskich Stowarzyszeń Fotograficznych w Polsce
- Medal miasta Cottbus (za współpracę w dziedzinie fotografii)[3]
- Odznaka Za Zasługi dla Województwa Gorzowskiego[3]
- Odznaka Za Szczególne Zasługi w Rozwoju Gorzowa Wielkopolskiego (1995)[1][3]

Źródło

## Wybrane wystawy indywidualne
- Dziecko (1960)
- Drzewa (1972)
- Portret (1974)
- Nasze dzieci (1979)
- Teatr (1982)
- Kwiaty (1983)
- Wystawa retrospektywna (1987)
- Gorzów 1989-1990 (1994)
- Portrety kobiet (1995)
- Drzewa (1998)
- Portrety (2004)

Źródło

## Wybrane nagrody (Doroczne Wystawy GTF)
- 1958 – VI nagroda za Dziecko
- 1967 – Nagroda za portret Wanda
- 1970 – III nagroda za Spojrzenie oraz nagroda za reportaż – Wnętrze Ziemi
- 1974 – I nagroda oraz nagroda PTF za zestaw Ruiny zamku I-IV oraz nagroda za portret – zestaw Dziewczyna
- 1976 – II nagroda za zestaw Portret oraz wyróżnienia za pejzaż i za przeźrocza barwne Czardasz
- 1977 – II nagroda za Witraż II oraz nagroda za pejzaż – Na turystycznym szlaku
- 1978 – II nagroda za całość prac oraz nagroda za pejzaż Krajobraz nadmorski I i II
- 1979 – I nagroda i nagroda za Portret pszczelarza
- 1980 – III nagroda za całość prac oraz nagroda specjalna za zdjęcie z cyklu Wielka woda
- 1984 – III nagroda za zestaw Kwiaty
- 1995 – Nagroda za portret – Portret pani A
- 1998 – Nagroda za portret – 3 zdjęcia bez tytułu
- 2001 – Nagroda za zdjęcie architektury – Matejki 18/2
- 2005 – Nagroda publiczności za zdjęcie Sabat Czarownic
- 2007 – I nagroda

Źródło